# Svjatlana Cichanouská
Svjatlana Cichanouská nebo také Světlana Tichanovská (roz. Pilipčuková; bělorusky Святлана Ціханоўская, Svjatlana Cichanouskaja; rusky Светлана Георгиевна Тихановская, Světlana Georgijevna Tichanovskaja; * 11. září 1982, Mikaševičy, Běloruská sovětská socialistická republika, Sovětský svaz) je běloruská politička a aktivistka, hlavní opoziční kandidátka na prezidentku Běloruska ve volbách roku 2020.
Podle oficiálních výsledků sice zvítězil v těchto volbách Alexandr Lukašenko, Cichanounské ale prvenství přisoudily jak některé lokální volební komise, tak nezávislé průzkumy. Za vítězku voleb se prohlásila i ona sama, když podle údajných důkazních dokumentů a kopií protokolů měla obdržet mezi 60 až 70 % hlasů.
Cichanouská žije v Litvě. V březnu 2023 byla v Bělorusku odsouzena k 15 letům vězení, čímž přišla o možnost kandidovat v prezidentských volbách.

## Život
Střední školu studovala v rodných Mikaševičkách. Léta trávila v Irsku, kde pobývala jako dítě postižené Černobylskou jadernou havárií. Vystudovala filologii na Mazyrské státní pedagogické univerzitě (Мазырскі дзяржаўны педагагічны ўніверсітэт імя І. П. Шамякіна), při studiích se v Mazyru seznámila se svým budoucím manželem Sjarhejem Cichanouským. V roce 2010 se jim narodil syn, v roce 2016 dcera. S manželem a dětmi žila v Minsku.
Před svým zapojením do politiky pracovala jako učitelka, překladatelka a tlumočnice z angličtiny a němčiny a věnovala se rodině. Vlastní 49% podíl ve společnost Studio Kompas (Студия КОМПАС), která produkuje reklamy a videoklipy, 51% podíl v ní vlastní její manžel Sjarhej.

## Prezidentské volby 2020
Manželem Cichanouské je blogger Sjarhej Cichanouski, který byl v květnu 2020 uvězněn a prezidentská kandidatura mu tak byla znemožněna. Cichanouská se krátce poté rozhodla kandidovat sama. Manžel o jejím rozhodnutí nevěděl, její rozhodnutí ho překvapilo, svou manželku však podpořil a pomohl jí se sběrem 100 tis. požadovaných podpisů potřebných pro registraci k volbám.

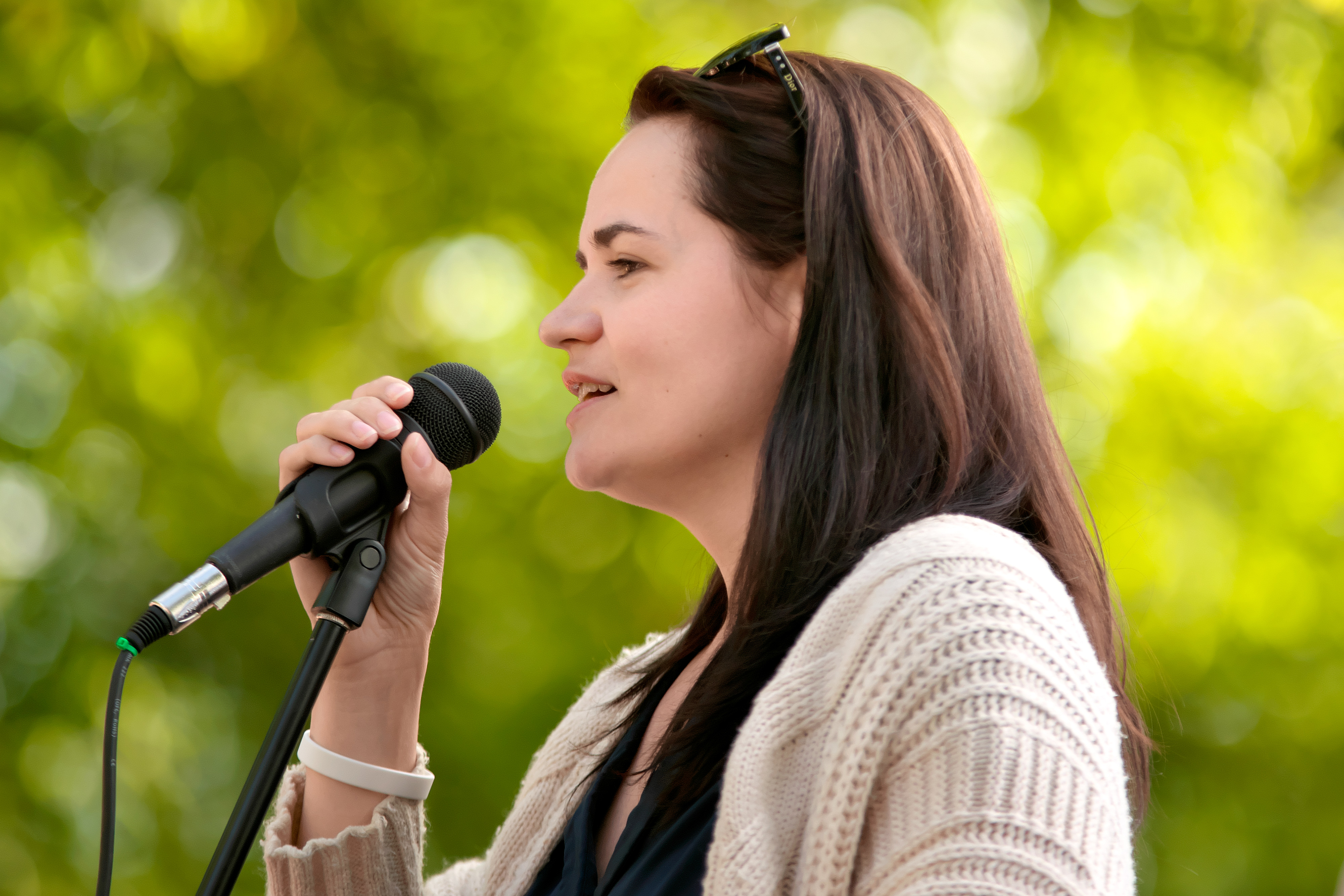
Předvolební vystoupení ve Vitebsku 23. července 2020

Jednalo se o její první politické angažmá. 30. června předala volební komisi 104 tis. podpisů pro svou kandidaturu ve volbách. V polovině července 2020 se spojila s volebními štáby Viktara Babaryky a Valerije Cepkala, jimž běloruská vláda účast ve volbách také nedovolila a stala se tak hlavní vyzyvatelkou Alexandra Lukašenka.
Politickým cílem Cichanouské je svoboda pro politické vězně a nové volby, které by se konaly do půl roku v demokratických podmínkách. Ráda by také řešila emigraci lidí z Běloruska a populační úbytek venkova. Až do dalších voleb neplánuje výrazné propouštění zaměstnanců státní správy, výjimku by tvořili pracovníci justice. Součástí jejího programu je také referendum o mimořádných pravomocích prezidenta.

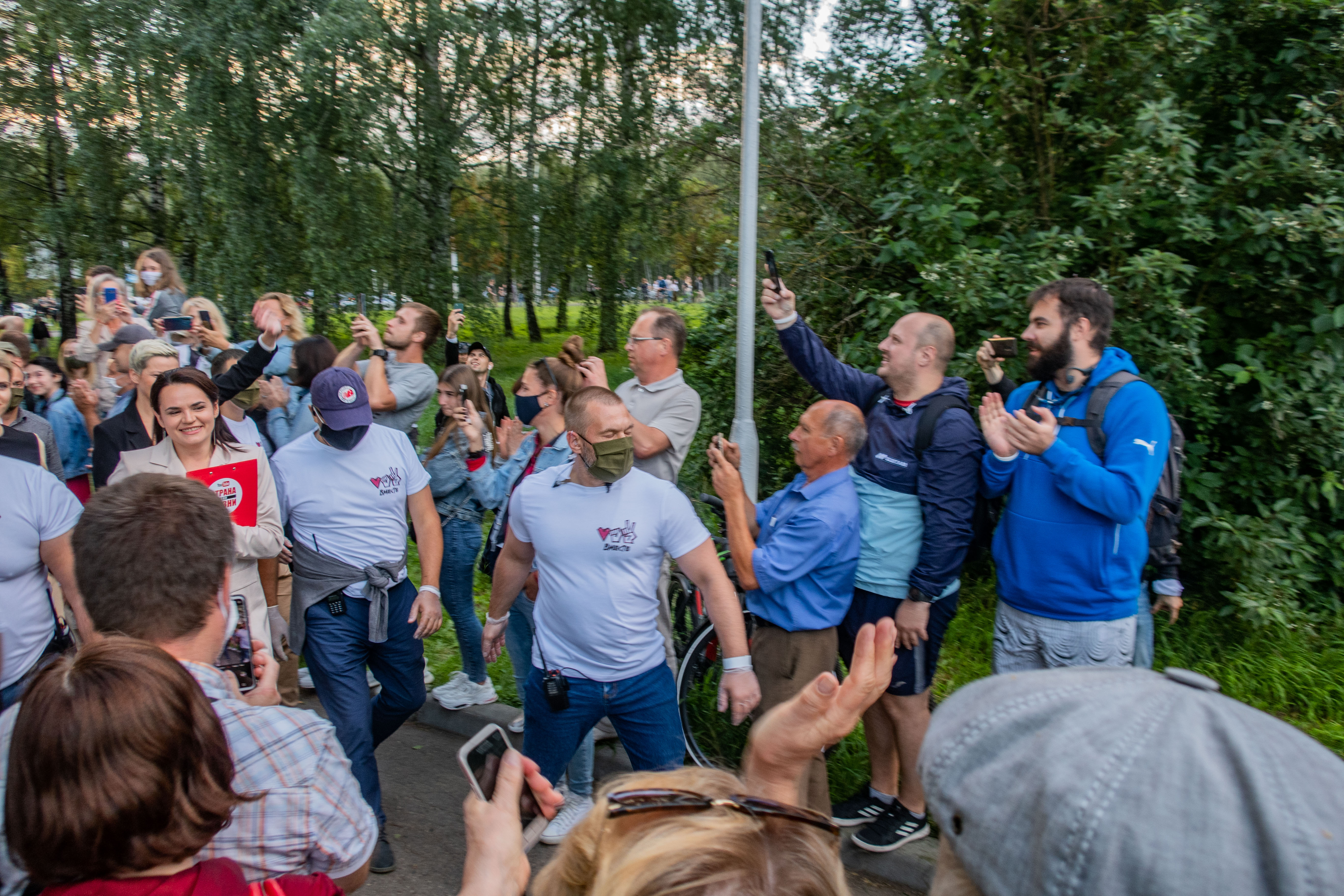
Svjatlana Cichanouská (vlevo) během demonstrace 30. června 2020

Dne 30. července se podařilo Cichanounské zorganizovat v Minsku předvolební akci, které se zúčastnilo okolo 63 tisíc lidí. Šlo o největší protestní shromáždění proti Alexandru Lukašenkovi za posledních deset let. Na současné běloruské poměry přišlo mnoho lidí i na mítinky v Homelu a Babrujsku, v obou případech okolo 10 000. Podporu Cichanounské vyjádřila běloruská křesťanská demokracie, sociální demokracie i Běloruská strana žen.
Krátce před volbami byla běloruskou policií zadržena vedoucí předvolební kampaně Cichanouské Maria Morozovová a podle některých zpráv se Cichanouská ukrývala. Již předtím umístila do bezpečí své děti.
Odhady výsledku voleb, podle kterých drtivě vyhrál Alexander Lukašenko, Cichanouská odmítla přijmout s tím, že běloruský lid je podle ní na straně opozice. Po násilných protestech proti výsledkům voleb se dne 10. srpna uchýlila do sousední Litvy, kvůli údajným výhrůžkám jejím dětem.
Dne 23. září byla přijata ministry zahraničí zemí Evropské unie v Bruselu. Promluvila také v Evropském parlamentu. V následujících dnech ji přijal také francouzský prezident Emmanuel Macron a německá kancléřka Angela Merkelová.
Dne 7. října Rusko na Cichanouskou vydalo zatykač. Jde o reakci na zatykač vydaný Běloruskem; kvůli bilaterálním dohodám se rozšiřuje i na území Ruska.

## Cesta po Evropě v roce 2021
V rámci své cesty po Evropě Cichanouská na pozvání předsedy Senátu Miloše Vystrčila navštívila ve dnech 7.–10. června 2021 Českou republiku,. Setkala se s prezidentem Milošem Zemanem, premiérem Andrejem Babišem, pražským primátorem Zdeňkem Hřibem a poskytla rozhovor serveru Seznam Zprávy i DVTV.

## Trestní stíhání v Bělorusku
V Bělorusku je vedeno trestní stíhání proti členům koordinační rady, kterou iniciovala Cichanouská 14. srpna 2020, aby sjednotila hlasy opozice proti Lukašenkovi. Část opozičních politiků skončila ve vazbě, dalším se podařilo emigrovat, Cichanouská žije v Litvě. Běloruský prokurátor pro ni požadoval trest 19 let vězení a pokutu 37 000 rublů. Její manžel Sergej Cichanouský, který je vězněn v Bělorusku, byl znovu odsouzen za "zlomyslné neuposlechnutí požadavků správy nápravného zařízení vykonávajícího trest odnětí svobody, kterého se dopustila osoba odsouzená za těžký a zvlášť těžký zločin" k souhrnnému trestu odnětí svobody v trvání 15 let, 9 měsíců a 5 dnů, s výkonem trestu odnětí svobody v trvání 2 let, 5 měsíců a 18 dnů ve vězení a se zbytkem trestu v nápravně výchovné kolonii s přísným režimem.
V březnu 2023 byla Cichanouská v Bělorusku odsouzena k trestu 15 let vězení. Ztratila tak možnost ucházet se o prezidentský úřad. 

## Návštěva Česka v roce 2024
Cichanouská navštívila Česko ve dnech 23. – 26. března v rámci konference Bělorusové ve světě. Zúčastnila se promítání dokumentu Náhodou prezidentkou v rámci festivalu Jeden svět, mapující její cestu od kandidatury na prezidentku po nucený exil v Litvě.
Dne 24. března slavnostně odhalila pamětní desku významného běloruského humanisty a lékaře Františka Skoriny. Této události se taktéž zúčastnili náměstek pražského primátora Zdeněk Hřib, náměstek ministra zahraničních věcí Eduard Hulicius, polský velvyslanec v Česku Mateusz Gniazdowski, litevský velvyslanec v Česku Laimonas Talat-Kelpša a náměstek litevského ministra zahraničí Jonas Survila.
Den nezávislosti Běloruské demokratické republiky oslavila společně s běloruskou diasporou u pomníku obětem komunismu. S ministrem zahraničních věcí Janem Lipavským slavnostně otevřela Kancelář demokratických sil Běloruska v České republice vedenou Kryścinou Šyjanok . V doprovodu Miloše Vystrčila navštívila a položila květiny na hrob běloruských exilových prezidentů v pražských Olšanech. Během návštěvy se setkala s dalšími předními českými politickými představiteli, například Markétou Pekarovou Adamovou, Pavlem Fischerem, Petrem Pavlem a dalšími.